# Ricardo Alegría

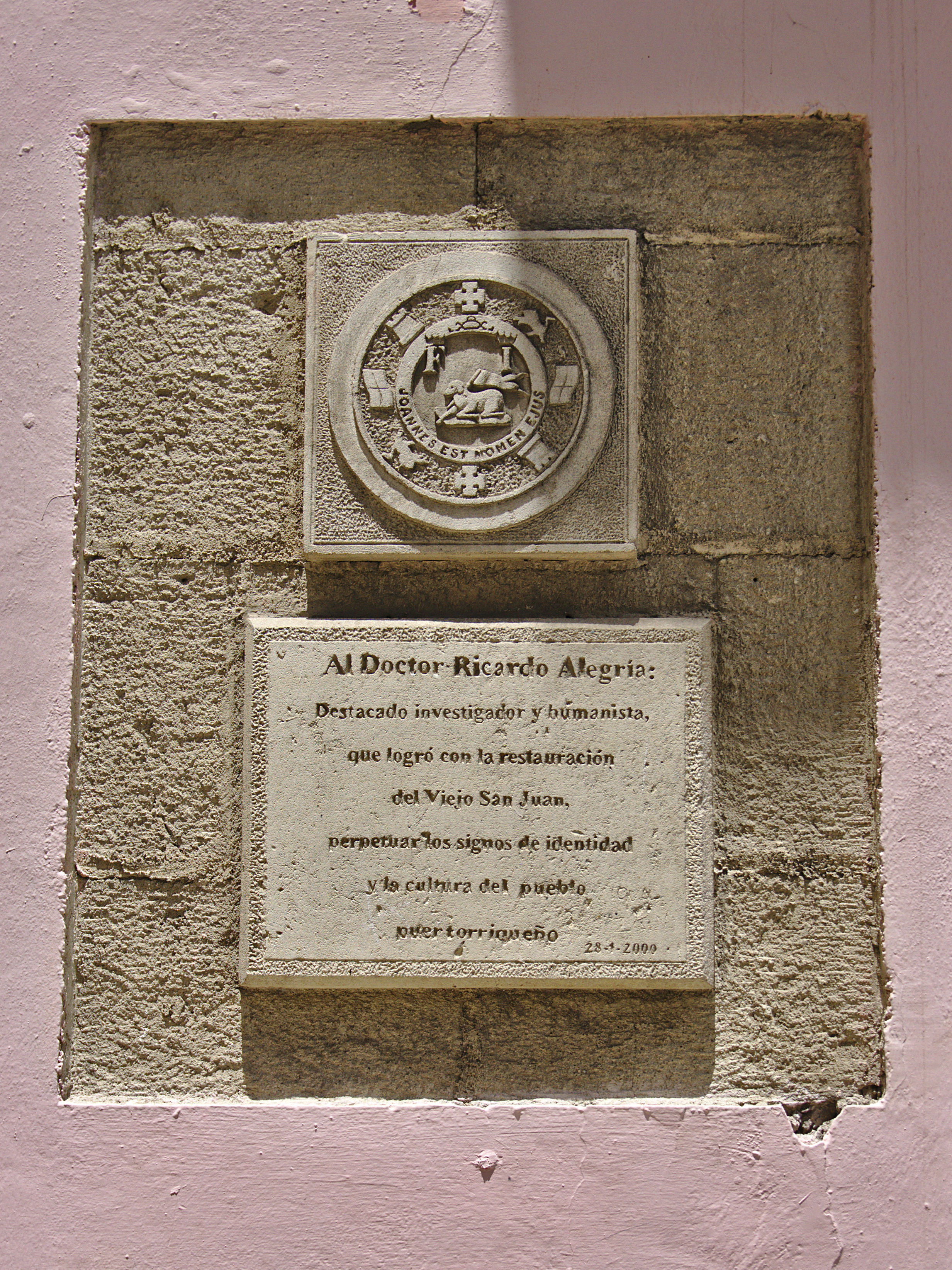
Gedenktafel in Havanna, Kuba: An Dr. Ricardo Alegría: Herausragender Forscher und Humanist, der mit der Restaurierung von Vieja San Juan erreicht hat, dass die Zeichen der Identität und Kultur des puerto-ricanischen Volkes erhalten bleibt.

Ricardo E. Alegría (* 14. April 1921 in San Juan, Puerto Rico; † 7. Juli 2011 ebenda) war ein puerto-ricanischer Archäologe, Anthropologe und Schriftsteller, der durch seinen Einsatz zum Schutz der Kultur Puerto Ricos bekannt wurde.

## Leben
Alegría war der Sohn des Rechtsanwalts und Politikers José S. Alegria, der zwischen 1927 und 1928 unter anderem Präsident der Partido Nacionalista war. Er selbst studierte nach dem Schulbesuch Anthropologie, Archäologie und Museologie an der University of Chicago und nahm während seines Studiums nicht nur an Ausgrabungen teil, sondern lebte zeitweise auch bei verschiedenen Stämmen der Indianer Nordamerikas. Darüber hinaus absolvierte er Vorlesungen im Fach afroamerikanische Studien und arbeitete zeitweise beim Smithsonian Institution und beim Brooklyn Museum. Mit finanzieller Unterstützung durch ein Guggenheim-Stipendium erwarb er einen Doktor an der Harvard University mit einer Dissertation über die Verbreitung des Rückschlagspiels Pelota.
Nach seiner Rückkehr nach Puerto Rico führte er dort Ausgrabungen durch und entdeckte 1948 Überreste der frühzeitlichen Besiedlung Puerto Ricos.
1955 gründete er das Puerto-ricanische Kulturinstitut (Instituto de Cultura Puertorriqueña) und war bis 1973 dessen Verwaltungsdirektor.
Für seinen langjährigen Einsatz zum Schutz der puerto-ricanischen Kultur wurde er von US-Präsident Bill Clinton 1993 mit dem Charles Frankel Prize der National Endowment for the Humanities ausgezeichnet. Außerdem erhielt er den Louse du Pont Crowninshield Award des National Trust for Historic Preservation.

## Veröffentlichungen
- Cacicazgo among the aborigines of the West Indies. 1947, (Manuskript, Department of Anthropology – University of Chicago).
- La población aborigen antillana y su relación con otras áreas de América. In: Tercer Congreso Historico Municipal Interamericano. (14–18 Abr. 1948; San Juan Bautista de Puerto Rico). Actas y Documentos. Gobierno de la Capital, San Juan – Puerto Rico 1950, S. 233–346.
- Historia de nuestros indios. Versión elemental. Sección de Publicaciones e Impresos – Departamento de Instrucción, San Juan – Puerto Rico 1950.
- La Fiesta de Santiago Apóstol en Loíza Aldea. Talleres Aro, Madrid 1954.
- als Herausgeber: Cuentos folclóricos de Puerto Rico. Editorial el Ateneo, Buenos Aires u. a. 1967.
- Descubrimiento, conquista y colonización de Puerto Rico. 1493–1599. Coleccion de Estudios Puertorriquenos, San Juan – Puerto Rico 1969.